# Первая подстанция Московского метрополитена
Первая подстанция Московского метрополитена (также: Никитская электроподстанция метро; Центральная тяговая подстанция Т-3 Московского метрополитена) — подстанция Московского метрополитена, расположенная в Москве, в пределах Садового кольца, по адресу: улица Большая Никитская (с 1920 по 1994 гг. — улица Герцена), дом 7 строение 1.

## История
Здание подстанции московского метрополитена было построено в 1934—1935 годах по проекту архитектора Д. Ф. Фридмана на месте снесённого в период с 1929 по 1933 год Никитского монастыря.
В 2018 году сквер, разбитый перед зданием центральной подстанции, получил название «сквер Строителей Москвы».

## Архитектура
- Здание — четырёхэтажное.
- Стены: железобетонный каркас, его заполнением является кирпич.
- В плане множество перегородок из прочного бетона.
- Ленточный фундамент выложен из бута, на который упираются кирпичные стены первого этажа. Для упора верхних по периметру устроены рандбалки (рандбалка — балка, опирающаяся на столбчатый или ленточный фундамент).
- Кровля электроподстанции была покрыта двухслойным рубероидом, под которым разместили утеплитель (фибролит).
- Главный корпус венчается двенадцатиметровым железобетонным сводом, возведённым по системе Кольба.

Сложно организованный фасад расчленён восемью колоннами, как бы вставленными в раму портала.
Колонны не выходят за условную плоскость фасада: каждая из них помещена в полукруглую нишу. Колонны завершаются капителями, напоминающими воронки.
Сдвоенный поясок между стволом колонны и капителью заставляет вспомнить форму буфера, соединяющего вагоны, что объяснимо назначением здания.
Между колоннами расположены остеклённые эркеры с затейливо нарисованными переплётами: будто на одну сетку наложена другая, несколько выступающая над ней. Над эркерами имеются вставки с ячеистой поверхностью.
Аттиковый этаж, расположенный выше карниза, характерен тем, что ритму колонн соответствуют не выступы, а узкие, круглые в плане, ниши. Между ними располагаются шесть щелевидных оконных проёмов.
Для естественной освещенности внутренних помещений в конструкции были предусмотрены большие окна. Плоскость полов устлана метлахскими плитами, как простыми, так и кислотоупорными. В служебных помещениях настелен дубовый паркет. Стены окрашены кислотоупорными или масляными красками. Лестничные марши и площадки выполнены с использованием мозаики.
В нижней части пилонов, обрамляющих фасад, расположены барельефы на тему строительства метрополитена.
Относительно одной из групп фигур в конце 1930-х годов появилась городская легенда, согласно которой, под обликом метростроевцев спрятан любовный треугольник, «поражавший умы москвичей» в конце 1920-х: дескать, слева направо, изображены: Осип Брик, Владимир Маяковский, Лиля Брик.

## Использование
Подстанция питает центральные участки Московского метрополитена:
- Сокольнической линии,
- Замоскворецкой линии,
- Арбатско-Покровской линии,
- Филёвской линии (частично).